# Tipula (Eumicrotipula) clavaria
Tipula (Eumicrotipula) clavaria is een tweevleugelige uit de familie langpootmuggen (Tipulidae). De soort komt voor in het Neotropisch gebied.